# Christian Henking
Christian Henking (* 14. Januar 1961 in Basel) ist ein Schweizer Komponist, Dirigent und Chorleiter.

## Leben
Christian Henking wurde 1961 in Basel geboren. Er absolvierte 1981 die Matur am Freien Gymnasium Bern. Von 1981 bis 1989 studierte er Musiktheorie bei Theo Hirsbrunner am Konservatorium Bern. Ausserdem liess er sich von Ewald Körner zum Kapellmeister ausbilden. Ab 1987 nahm er Kompositionsunterricht bei Cristóbal Halffter, Dimitri Terzakis und Edisson Denissow. Des Weiteren besuchte er Meisterkurse bei Wolfgang Rihm und Heinz Holliger. Weitere Impulse erhielt er bei György Kurtág.
Henking leitete den Bern Amadeus Chor und von 1998 bis 2007 das Vokalkollegium Bern. 2010 gründete er das Ensemble Proton Bern, dessen künstlerischer Beirat er wurde. Er ist zudem Dozent für Komposition und Musiktheorie an der Hochschule der Künste Bern. Henking gehörte 1993 zu den Gründungsmitgliedern der Komponistengruppe Groupe Lacroix. Mehrheitlich erscheinen seine Kompositionen beim Musikverlag Müller & Schade in Bern.
Neben der Musik bildete er sich in Fotografie bei Simon Stähli an der Schule für Gestaltung Bern und Biel sowie bei Tim Davoli und Carmelo Agovino weiter. Seine Kunst wurde bereits im Kornhaus in Bern und photo 09 in Zürich ausgestellt.

## Auszeichnungen
- 2000: Kulturpreis der Bürgi-Willert-Stiftung, Bern[7] (verliehen durch Heinz Holliger)
- 2002: Anerkennungspreis für Musik des Kantons Bern[8]
- 2016: Musikpreis des Kantons Bern

## Werke

### Orchestermusik
- Brest (1990) für 2 Violoncelli und Streichorchester
- Stück für 19 Violoncelli (1991)
- Wie Tau, im Lichte siebenfach gebrochen (1995) für 12 Flöten
- Paragraph (1998) für Orchester
- Konzert (2003) für Violine und Streichorchester
- Piazza / Spazio (2004) für Orchester

### Kammermusik
- *** (1984) für Klavier solo
- 9 Fragmente für Bratsche und Klavier (1985)
- Klavierstück (1988)
- Créaction (1988) für Flöte, Klarinette, Fagott (auch Co-Fag), Piano, Violine, Violoncello und Schlagzeug
- Klavierquartett (1989)
- Kleines Stück für Violine und Akkordeon (1991)
- 4 Bagatellen (1992) für Klarinettentrio
- Sillis (1992) für Gitarre solo
- Prosím (1992) für Violine und Bassklarinette
- Lirpa (1993) für Klavier solo
- 5 Bagatellen (1993) für Klavier solo
- Please rise (1994) für Klaviertrio
- Konzert für Bassposaune und Brassband (1994)
- Kalymnos (1994) für Tenorsaxophon und Akkordeon
- Metavirulent (1995) für Violine und Klavier
- Quartett (1995) für Flöte, Viola, Violoncello und Klavier
- Je voudrais faire votre portrait (1995) für Klavierquartett
- Joëlle (1996) für Flöte und Orgel
- Merle blanc (1996) für Streichoktett
- Viento (1996) für Flöte solo
- Song for M.A.K. (1996) für 4 Bambusflöten und 4 Gläser
- 7 Bagatellen (1996) für Klavier solo
- Novalis 24 (1996) für Klaviertrio
- Stück für 5 Bratschen / Stück für 5 Violoncelli (1989–1997)
- Dublin (1997) für Schlagzeug
- 6 Bagatellen (1997) für Klavier solo
- Sechs Stücke für Edison (1997) für Violine und Violoncello
- Buyuma Place (1997) für Streichquartett
- Die Geschichte vom Pelikan und Pavian (1997) für Violine und Klavier
- Karimata (1998) für Streichquartett
- Colline des forêts argentines (1998) für Violine, Violoncello und Klavier vierhändig
- Insigne (1998) für Violoncello solo
- Toro (1998) für Violoncello und Klavier
- Yemanjá (1999) für einen Schlagzeuger
- 3 Bagatellen für 3 Englischhörner (1999)
- Deruda (1999) für Klarinette, Violine und Klavier
- Reservoir (2000) für Klarinette und Klavier
- Ode an Herrn Muheim (2000) für 2 Flöten
- Lotus (2002) für Flöte solo
- Amplitudes (2002) für Violine solo
- Assedo (2003) für Flöte und Klavier
- Zu meinen Lippen kommen die Düfte zur Tränke (2005) für 4 Schlagzeuge
- Chi (2005) für Shakuhachi und Violine
- „Dört unte-n-i der Tiefi“ (2007) für Flöte und Violoncello
- Scènes d’enfants (2007) für Klavier solo
- „Und blaue Funken brennen“ (2007) für Klaviertrio
- Diapason (2008) für Violine solo
- Helian (2009) für Kontrabass solo
- Turn around (2009) für 2 Klaviere
- Intermission (2010) für 2 Klaviere
- In weiter Ferne (2011) für Violine, Violoncello und Klavier
- Four Moments (2014) für Gitarre und Violoncello. Geschrieben für das Duo En Cuerdas.

### Bühnenmusik
- Stück für Klarinette und Pantomime (1988)
- Leonce und Lena (1999–2001). Oper in 3 Akten. Libretto von Christian Henking nach Georg Büchner
- Bon appétit (2005). Ein musikalisches Theater für 4 Personen
- „Dash“ (2007). Kleine Szene für Sopran und Klarinette

### Chormusik
- Cotton Gloves (1995) für sechsstimmigen Chor. Text: Text: W. H. Auden
- und sehe dich tanzen Gebete des Friedens (1996). Kantate für Sopran, Alt, vierstimmigen Chor, Schlagzeug und Streichquintett
- Schatten (1997) für 4-stimmigen Chor, 2 Violinen, 2 Violoncelli und Kontrabass. Text: Wolfgang Musculus
- Palindrome and Nonsense (1997) für Sopran, Alt, vierstimmigen Chor, Männerterzett (aus Chor) und 2 Klaviere. Text: Christian Henking
- Dromedar (1998) für vierstimmigen Chor. Text: Christian Henking
- Ich bin so müde von Seufzen (2001) für 8-stimmigen gemischten Chor
- Requiem (2001) für Chor, 2 Flöten, Schlagzeug und Streicher
- Fragment (2003) für Bariton, vierstimmigen Chor, Orgel und Kontrabass

### Vokalmusik
- Ottos Mops (1989) für 9 Stimmen. Text: Ernst Jandl
- Zitate (1990) für 7 Stimmen (frei wählbar) und Orchester. Text: Alltags-, Werbe- und Mediensprache
- Slogans (1991) für Sopran, Flöte, Oboe, Horn und Kontrabass. Text: Werbesprache
- Zig (1992) für Sopran und Vibraphon
- Schattige Gärten / Von Blutbuchenblättern (1990–1993) für Bariton und Klavier. Text: Friederike Roth
- und ich stolpere mich näher zu Dir (1996). Liederzyklus für Mezzosopran und Klavier. Text: Bettina Kaelin
- Die Geschichte vom Pelikan und Pavian (1996) für Violine, Klavier und Sprecher
- Nero (1997) für Sopran und Streichtrio. Text: Franz Schubert
- Sahara (1997) für singende Pianistin oder singenden Pianisten oder klavierspielende Sängerin oder klavierspielenden Sänger
- Leb wohl, du schöner Zedernwald (1997) für Alt, Flöte, Klarinette, Klavier, Violine und Violoncello. Text: Adolf Wölfli
- „Unbescholtenheit und Ordnung“ (1999) für Mezzosopran, 2 Tenöre, Bariton, Bassbariton und Klavier. Text: William Shakespeare
- TIK (1999) für Sopran, Mezzosopran, Flöte, Oboe, Klarinette, Streichquartett und Klavier. Text: Daniil Charms, Dan Wiener
- Hommage à -tt- (2001) für Sopran, Klarinette, Violoncello und Klavier. Text: Martin Etter
- Die Liebe des Dichters (2002). Lied für Bariton und Klavier. Text: Robert Schumann
- Maifeuer (2003) für Sopran, Flöte und Klavier. Text: Rose Ausländer
- „Zeit zwischen meinen Rippen“ (2003). Ein kleiner Liederzyklus für Alt/Mezzosopran und Klavier. Text: Astrid Scholtz
- Was ist es also? (2005) für (Mezzo)Sopran und Klavier. Text: Erich Fried
- Ein Vogelort schwarz (2006) für Bariton und Klavier. Text: Nora Schmidt
- Weil auf mir (2006) für Bariton und Klavier. Text: Nikolaus Lenau
- Empreinte (2008) für Trio Basso und Sprecherin. Text: Joël-Claude Meffre
- La voix, au loin (2008) für Trio Basso und Sprecherin. Text: Joël-Claude Meffre
- In eines Spiegels Bläue (2009) für Mezzosopran und Klavier. Text: Georg Trakl
- ein reigen (2011). Liederzyklus für Tenor und Klavier. Text: Raphael Urweider
- Keine Zeit ist zeitig mit der Sehnsucht Zeit (2011) für Mezzosopran, Bariton, Flöte, Lupophon, Kontraforte, Violine, Violoncello, Harfe und Klavier. Text: Robert Walser

## Diskographie
- Werkauswahl 1993–1997. U.a. Amadeus Chor Bern (M&S Music, 1997)
- Moscow Rachmaninov Trio: Novalis 24 für Klaviertrio. In: Groupe Lacroix: The Composer Group (Creative Works Records, 1997)
- Thomas Blumenthal (Ensemble Sortisatio): Sillis für Gitarre solo. In: Groupe Lacroix: 8 Pieces on Paul Klee (Creative Works Records, 2003)
- Esther Flückiger: 5 Bagatellen für Klavier. In: Festival L'art pour L'Aar. Die Konzerte 2006/2007 (Pentaphon, 2007)
- Capella Nova: Ich bin ein schwebendes Luftblatt für 16-stimmigen Chor und Harfe. In: BAP NOS (Guild, 2010)
- Ensemble Proton Bern: Keine Zeit ist zeitig mit der Sehnsucht Zeit” für Mezzosopran, Bariton, Flöte, Lupophon, Kontraforte, Violine, Violoncello, Harfe und Klavier. In: Grammont Selection 5 (Musiques Suisses 2012)